# 矢野志保
矢野志保（日语：やの しほ，1976年6月6日—）是一位日本知名模特兒。她的藝名是「SHIHO」，婚後冠夫姓為秋山志保。
2009年3月，她和日籍韓裔柔道冠軍及综合格斗手秋山成勳結婚。兩人育有一名在2011年10月24日出生的女兒秋小愛（韓語：추사랑，日本名字：秋山 紗蘭）。從2013年至2016年，志保的女兒秋小愛是韓國綜藝節目超人回来了的主演之一。

## 外部連結
- 矢野志保的Instagram帳戶